# Lista de episódios de Shokugeki no Soma
Shokugeki no Soma (食戟のソーマ, Shokugeki no Sōma) é uma série de anime televisivo japonês adaptado do mangá de mesmo nome criado por Yūto Tsukuda e Shun Saeki. Produzido pela J.C.Staff e dirigido por Yoshitomo Yonetani, a série teve seu primeiro anúncio em outubro de 2014 pela editora do mangá Shueisha. Transmitida no Japão pelo canal TBS entre 3 de abril a 25 de setembro de 2015, o anime esteve presente nos canais MBS, CBC, BS-TBS e Animax. O serviço de streaming Crunchyroll fez simulcast da animação em todo mundo exceto nos países asiáticos, de língua italiana e francesa. A Sentai Filmworks licenciou a série em formato digital e físico para os países da América.

Pôster do anime

As temporadas seguintes receberam as terminações em números cardinais e prato.
A segunda temporada, Shokugeki no Soma: Segundo Prato (食戟のソーマ 弍ノ皿, Shokugeki no Sōma: Ni no Sara) foi ao ar entre 2 de julho a 24 de setembro de 2016.
A terceira temporada, Shokugeki no Soma: Terceiro Prato (食戟のソーマ 餐ノ皿, Shokugeki no Souma: San no Sara), foi divido em dois arcos, o primeiro foi transmitido ente 4 de outubro a 19 de dezembro de 2017. O segundo arco foi ao ar entre 8 de abril a 24 de junho de 2018.
Shokugeki no Soma: Quarto Prato (食戟のソーマ 神ノ皿, Shokugeki no Souma: Shin no Sara) foi a quarta temporada do anime transmitido entre 11 de outubro a 27 de dezembro de 2019.
A última temporada intitulada Shokugeki no Soma: Quinto Prato (食戟のソーマ 豪ノ皿, Shokugeki no Souma: Go no Sara) teve sua estreia em 11 de abril de 2020. Devido a pandemia do Covid-19 a partir do terceiro episódio, a série entrou em hiato retornando em julho do mesmo ano. O anime foi finalizado no dia 25 de setembro deste mesmo ano.

## Visão Geral
| Temporadas | Temporadas | Episódios | Transmissão original  | Transmissão original   |
| Temporadas | Temporadas | Episódios | Início                | Final                  |
| ---------- | ---------- | --------- | --------------------- | ---------------------- |
|            | 1          | 24        | 3 de abril de 2015    | 25 de setembro de 2015 |
|            | 2          | 13        | 2 de julho de 2016    | 24 de setembro de 2016 |
|            | 3          | 24        | 4 de outubro de 2017  | 25 de junho de 2018    |
|            | 4          | 12        | 12 de outubro de 2019 | 28 de dezembro de 2019 |
|            | 5          | 13        | 11 de abril de 2020   | 25 de setembro de 2020 |

## Lista de episódios

### Temporada 1 (Primeiro Prato)
| Episódio | Título em Português                            | Título em Japonês                                              | Exibição               |
| --- | ---------------------------------------------- | -------------------------------------------------------------- | ---------------------- |
| 01 | "Um Deserto Sem Fim"                           | "Hatenaki Kōya" (果てなき荒野)                                 | 03 de abril de 2015    |
| Soma trabalha como aprendiz de chef no restaurante de seu pai Joichiro. Um dia, enquanto seu pai está ausente, uma planejadora de vida urbana nomeado Yaeko Minegasaki chega e ameaça fechar o restaurante para construir um hotel de luxo no local. Yaeko estraga a carne no restaurante e encomendas,pede a Soma para cozinhar-lhe um saboroso prato de carne se Soma quer manter o restaurante aberto. Em resposta ao desafio, Soma cozinha porco assado, Just Kidding, substituindo a carne com batatas envolvidas com o bacon, e Yaeko acha realmente saboroso. Apesar de salvar o restaurante, Joichiro decide fechar o restaurante por três anos optando por viajar para o exterior e Soma é enviado para Totsuki Academy para fazer o exame de entrada. |                                                |                                                                |                        |
| 02 | "Língua De Deus"                               | "Kami no Shita" (神の舌)                                       | 10 de abril de 2015    |
| Quando Erina, conhecida como Língua de Deus, é anunciada como o examinadora, todos os candidatos, exceto Soma retiram-se do exame. Para o exame, Soma é ordenado a cozinhar um prato com ovos para satisfazer seu apetite altamente seletivo. Soma cozinha um prato de seu menu secreto chamado Transforming Furikake Gohan. Apesar de ser muito impressionado com o seu prato,como ela não gosta de sua atitude arrogante e sente que o orgulho dela estaria ameaçado se ela aceitas-se que uma pessoa de sua posição social seja ser admitida. Mais tarde, seu avô prova seu prato e subverte a sua decisão de rejeitar a admissão. |                                                |                                                                |                        |
| 03 | "O Chef Que Nunca Sorri"                       | "Kono Ryōrijin wa Warawanai" (この料理人は笑いわない)          | 17 de abril de 2015    |
| Na cerimônia de entrada, Soma declara que ele vai se tornar o melhor aluno em Totsuki usando os outros alunos como trampolins,Oque deixa alguns furiosos e outros desanimados. No primeiro dia, Soma se vê obrigado a trabalhar com Megumi, uma chef que mal tinha sido admitida na academia e é uma classe E mais proxima da expulsão. O desafio é fazer o Beef Bourguignon para satisfazer o professor Roland Chapelle, que tem um rigoroso padrão de classificação. Soma e Megumi encontrar um problema quando um aluno adiciona sal para atrapalhar sua dush, mas Soma vem através usando mel rapidamente para amaciar a carne, trazer um sorriso a Chapelle e ganhar um A série.                                                                           |                                                |                                                                |                        |
| 04 | "A Maria Da Kyokusei"                          | "Kyokusei no Maria (極星の聖母 (マリア))                       | 24 de abril de 2015    |
| Soma chega a Kyokusei,um dormitorio,e se vê obrigado a cozinhar para satisfazer Fumio a diretora do dormitorio, a fim de se tornar um residente. Não sabendo que ele deveria fornecer seus próprios ingredientes, ele cozinha com os ingredientes restantes e cozinha um prato chamado o Improvised Cavala Burger Meal. Agora, um residente Kyokusei Dormitório, Soma encontra os outros residentes e aprende sobre o Elite 10 enquanto os residentes decidem dar uma festa para recebê-lo. Naquela noite, Soma e Satoshi cozinham um prato para o outro, e Satoshi diz a ele que ele é um dos Elite 10. |                                                |                                                                |                        |
| 05 | "A Rainha Do Gelo E A Tempestade Da Primavera" | "Kōri no Joō to Haru no Arashi" (氷の女王と春の嵐)             | 01 de maio de 2015     |
| Soma tem seu primeiro duelo contra um membro da Elite dos Dez - mas ele terá que se esforçar mais ainda para subir na hierarquia da Tootsuki. |                                                |                                                                |                        |
| 06 | "Invasora Da Carne"                            | "Niku no Shinryakusha (肉の侵略者)                             | 08 de maio de 2015     |
| Soma conhece a Sociedade de Pesquisa do Donmono e cabe a ele defendê-la das garras malígnas de Nakiri Erina. |                                                |                                                                |                        |
| 07 | "O Don Silencioso , O Don Eloquente"           | "Shizukanaru Donburi, Yūben'na Donburi" (静かなる丼、雄弁な丼) | 15 de maio de 2015     |
| Chegou o momento do Shokugeki entre Soma e Nikumi. Conseguirá um simples Don superar a lendária carne A5? |                                                |                                                                |                        |
| 08 | "O Concerto Da Inspiração E Imaginação"        | "Hassō to Sōzō no Kyōsōkyoku" (発想と創造の協奏曲)             | 22 de maio de 2015     |
| O acampamento da Academia Tootsuki é, na verdade, um inferno na Terra. E o primeiro grande desafio já aguarda Soma e seus amigos. |                                                |                                                                |                        |
| 09 | "O Manto Que Adorna A Montanha"                | "Yama o Irodoru" i(山を彩る衣)                                 | 29 de maio de 2015     |
| Isami e Takumi já entregaram seu prato, mas Soma nem começou. Como ele vai surpreender a Chef Inui? |                                                |                                                                |                        |
| 10 | "A Recette Suprema"                            | "Shijō no Rusetto" (至上のルセット)                            | 05 de junho de 2015    |
| Soma e Tadokoro enfrentam o desafio do Chef Shinomiya, mas dessa vez, não poderão trabalhar juntos para vencer. |                                                |                                                                |                        |
| 11 | "O Mago Que Veio Do Leste"                     | "Higashi-kara Kita Majutsushi" (東から来た魔術師)              | 12 de junho de 2015    |
| Começa o Shokugeki de Soma e Megumi contra Shinomiya. Mas uma condição imposta por Dojima deixa a situação mais perigosa. |                                                |                                                                |                        |
| 12 | "Memória De Um Prato"                          | "Hito Sara no Kioku" (ひと皿の記憶)                            | 19 de junho de 2015    |
| O Shokugeki entre Tadokoro e Shinomiya entra na sua reta final, quando é revelada a verdade por trás da atitude do orgulhoso chef. |                                                |                                                                |                        |
| 13 | "Ovos Antes Do Amanhecer"                      | "Yoake Mae no Tamago-tachi" (夜明け前の卵たち)                 | 26 de junho de 2015    |
| Depois do Shokugeki, as coisas pareciam que íam se acalmar no acampamento, mas Dojima lança um novo desafio que fará os alunos da Totsuki perderem o sono. |                                                |                                                                |                        |
| 14 | "Metamorfose"                                  | "Metamorufōze" (メタモルフォーゼ)                              | 07 de julho de 2015    |
| A tarefa do café da manhã está quase acabando, mas Soma não serviu uma porção sequer. Será que ele vai conseguir superar essa dificuldade? |                                                |                                                                |                        |
| 15 | "O Homem Chamado de Shura"                     | "Syūra to Yobareda Otoko" (『修羅』と呼ばれだ男)               | 18 de julho de 2015    |
| De volta ao Dormitório Kyokusei, Soma recebe uma visita inesperada: a de seu pai, de volta do exterior. |                                                |                                                                |                        |
| 16 | "O Décimo Sexto Prato"                         | "Manri o Kakeru Ryōrinin" (万里を駆ける料理人)                 | 25 de julho de 2015    |
| Quando o pai de Soma, Joichiro aparece de repente no Dormitório Kyokusei, Soma descobre que seu pai foi um aluno da Tootsuki e que também ficou no Kyokusei. Jouichirou desafia Soma para um duelo culinário para descobrir o quanto seu filho progrediu. Como que esse duelo em família vai terminar? |                                                |                                                                |                        |
| 17 | "O Karaage Sensual"                            | "Kannō no Karaage" (官能の唐揚げ)                              | 31 de julho de 2015    |
| De volta à sua cidade, Soma se depara com um novo desafio: uma nova loja está prestes a destruir o distrito comercial onde fica o Yukihira. |                                                |                                                                |                        |
| 18 | "Karaage da Juventude"                         | "Seishun no Karaage" (青春の唐揚げ)                            | 07 de agosto de 2015   |
| Soma, Nikumi e Mayu continuam tentando desenvolver um karaage que derrote o Mozuya, quando uma resposta inesperada se apresenta. |                                                |                                                                |                        |
| 19 | "O Escolhido"                                  | "Erabareshi Mono" (選ばれし者)                                 | 14 de agosto de 2015   |
| Com o intuito de se preparar para as Eleições de Outono, Soma e Tadokoro vão visitar uma velha amiga de Joichiro e aprender sobre as maravilhas dos temperos. |                                                |                                                                |                        |
| 20 | "O Dragão se Prostra e Sobe aos Céus"          | "Ryū wa Fushi, Sora e Noboru" (龍は臥し、空へ昇る)             | 21 de agosto de 2015   |
| O desafio do curry das Eleições de Outono finalmente começa, e cada um dos participantes aplica suas habilidades ao prato. |                                                |                                                                |                        |
| 21 | "O Conhecido Desconhecido"                     | "Michinaru Kichi" (未知なる既知)                               | 28 de agosto de 2015   |
| Começam os julgamentos do Bloco B, e Sadatsuka Nao e Arato Hisako lutam pelo coração de Nakiri Erina. |                                                |                                                                |                        |
| 22 | "Superando o Ordinário"                        | "Nichijō o Koerumono" (日常を超えるもの)                       | 04 de setembro de 2015 |
| As avaliações do Bloco B continuam, e agora é a vez dos Irmãos Aldini mostrarem a que vieram! |                                                |                                                                |                        |
| 23 | "A Disputa Entre Os Que Florescem"             | "Hana Hiraku Ko no Kyōen" (花開く個の競演)                     | 11 de setembro de 2015 |
| As avaliações continuam, e agora é a vez dos alunos do dormitório Kyokusei mostrarem a que vieram! |                                                |                                                                |                        |
| 24 | "O Banquete dos Guerreiros"                    | "Senshi-tachi no Utage" (戦士たちの宴)                         | 25 de setembro de 2015 |
| Chega a hora do confronto final entre Soma e Hayama nas preliminares das Eleições de Outono! Quem será o vencedor da guerra do curry?! |                                                |                                                                |                        |

### Temporada 2 (Segundo Prato)
| Episódio (temporada) | Episódio | Título em Português                | Título em Japonês                                | Exibição               |
| --- | -------- | ---------------------------------- | ------------------------------------------------ | ---------------------- |
| 01 | 25       | "O Conteúdo da Caixa"              | "Sono Hako ni Tsumeru Mono" (その箱に詰めるもの) | 02 de julho de 2016    |
| O torneio de culinária das Eleições de Outono começa! Yukihira Souma vs. Nakiri Alice: quem será o vencedor? |          |                                    |                                                  |                        |
| 02 | 26       | "Luz e Trevas se Entrelaçam"       | "Kōsakusuru Hikari to Kage" (交錯する光と影)     | 09 de julho de 2016    |
| Depois de Souma e Alice, agora é a vez de Tadokoro e Kurokiba se enfrentarem. O tema é um dos pratos japoneses mais famosos: o lamen! |          |                                    |                                                  |                        |
| 03 | 27       | "A Geração dos Prodígios"          | ""Gyoku” no Sedai" (『玉』の世代)                | 16 de julho de 2016    |
| A segunda partida das Eleições de Outono é do rei dos aromas, Hayama Akira, contra a rainha das ervas medicinais, Arato Hisako. E o tema é: hambúrguer |          |                                    |                                                  |                        |
| 04 | 28       | "O Perseguidor"                    | "Tsuiseki-sha" (追跡者)                          | 23 de julho de 2016    |
| O quarto round das Eleições de Outono entre Takumi Aldini e Mimasaka Subaru acaba se tornando um Shokugeki. O orgulho ferido de Takumi desperta seu desejo de derrotar Mimasaka. O round começa e Mimasaka começa a preparar exatamente o mesmo prato de Takumi escolheu... |          |                                    |                                                  |                        |
| 05 | 29       | "O Segredo da Primeira Mordida"    | "Hitokuchime no Himitsu" (一口目の秘密)          | 30 de julho de 2016    |
| Yukihira aposta tudo no Shokugeki contra Mimasaka Subaru, e agora precisa desenvolver um prato à altura - enquanto lida com um jornalista bastante empolgado. |          |                                    |                                                  |                        |
| 06 | 30       | "A Manhã Virá de Novo"             | "Asa wa Mata Kuru" (朝はまた来る)                | 06 de agosto de 2016   |
| O Shokugeki entre Souma e Subaru acontece. Subaru surpreende a todos com sua prática de prever os movimentos de seus adversários, mas será que isso funcionará com o Souma?!                                                                                                |          |                                    |                                                  |                        |
| 07 | 31       | "As Feras se Devoram"              | "Kuraiau Kemono" (喰らい合う獣)                  | 13 de agosto de 2016   |
| Finalmente chega a hora de Hayama Akira e Kurokiba Ryou se enfrentarem nas semifinais das Eleições de Outono, e o resultado dessa rodada promete surpreender a todos os presentes.                                                                                          |          |                                    |                                                  |                        |
| 08 | 32       | "A Batalha Pela Estação"           | "Shun o Meguru Tatakai" (旬を巡る戦い)           | 20 de agosto de 2016   |
| As Eleições de Outono estão finalmente chegando ao fim, e Soma se esforça para alcançar Kurokiba e Hayama na disputa pela cavala perfeita. Mas isso pode ser muito mais difícil do que parece.                                                                              |          |                                    |                                                  |                        |
| 09 | 33       | "As Espadas que Anunciam o Outono" | "Aki o Tsugeru Katana" (秋を告げる刀)            | 27 de agosto de 2016   |
| Finalmente começa a final das Eleições de Outono. Kurokiba e Hayama continuam confiantes nas suas habilidades, e Souma parece ter ficado para trás. É hora de eles mostrarem suas lâminas!                                                                                  |          |                                    |                                                  |                        |
| 10 | 34       | "Um Novo Gênio"                    | "Aratanaru "Gyoku"" (新たなる玉)                 | 03 de setembro de 2016 |
| A final das Eleições de Outono finalmente tem uma conclusão! Quem será o vencedor?! |          |                                    |                                                  |                        |
| 11 | 35       | "O Stagiaire"                      | "Sutajiēru" (スタジエール)                       | 10 de setembro de 2016 |
| Yukihira está pronto para começar no programa de Stagiaire, mas ele terá uma parceira e um desafio muito inusitados para enfrentar logo de cara. |          |                                    |                                                  |                        |
| 12 | 36       | "O Mágico Retorna"                 | "Majutsu-shi Futatabi" (魔術師再び)              | 17 de setembro de 2016 |
| O segundo passo do Stagiaire de Yukihira é com ninguém menos que Shinomiya, o Mágico dos Legumes. E o desafio pode ser maior do que Souma espera. |          |                                    |                                                  |                        |
| 13 | 37       | "Pompa e Circunstância"            | "Ifudōdō" (威風堂々)                             | 24 de setembro de 2016 |
| Falta uma última etapa para que Yukihira complete seu Stagiaire no restaurante de Shinomiya: emplacar um prato próprio na competição interna dos funcionários. É hora de ele fazer brilhar sua própria luz.                                                                 |          |                                    |                                                  |                        |

### Temporada 3 (Terceiro Prato)
| Episódio (temporada) | Episódio | Título em Português                       | Título em Japonês                                  | Exibição               |
| --- | -------- | ----------------------------------------- | -------------------------------------------------- | ---------------------- |
| 01 | 38       | "Desafiando a Elite dos Dez"              | "Jukketsu ni Idomu" (十傑に挑む)                   | 04 de outubro de 2017  |
| O Festival do Banquete da Lua está chegando! Quando descobriu sobre a venda de comidas em estandes, decidiu desafiar Kuga para um duelo! |          |                                           |                                                    |                        |
| 02 | 39       | "'Ma' e 'La'"                             | "Mā to Rā" (『麻』と『辣』)                        | 11 de outubro de 2017  |
| Soma desafiou Kuga para disputarem quem vence nas vendas de comida durante o festival escolar. Kuga está confiante com seu prato de comida chinesa, capaz de viciar as pessoas com uma poderosa mistura apimentada. Soma será páreo? |          |                                           |                                                    |                        |
| 03 | 40       | "Festival do Banquete da Lua"             | "Gekkyōsai" (月饗祭)                               | 18 de outubro de 2017  |
| Chegou o dia do festival e também o primeiro dia de competição entre Souma e Kuga. Como esperado, os clientes deram preferência a alguém da Elite dos Dez, além do prato super apimentado de Kuga já ser famoso. Estranhamente, Souma continua tranquilo apesar da aparente derrota. Será que ele tem um plano para contornar a situação? |          |                                           |                                                    |                        |
| 04 | 41       | "Alcateia de jovens leões"                | "Wakaki Shishi-tachi no Mure" (若き獅子たちの群れ) | 25 de outubro de 2017  |
| Terceiro dia do festival! Com a adição de um novo prato, o macarrão danzi só-que-não, faz aumentar as vendas da barraca de Souma, mas não chega sequer perto dos dois primeiros dias de vendas do Restaurante Kuga. Mas um novo prato está sendo desenvolvido para mudar a situação e será uma surpresa para a Sociedade da Cozinha Chinesa! Qual será o segredo desse novo prato?                                                                                                 |          |                                           |                                                    |                        |
| 05 | 42       | "A mesa que vai se tornando sombria"      | "Kageriyuku Shokutaku" (翳りゆく食卓)              | 01 de novembro de 2017 |
| Chegou o último dia do Festival do Banquete da Lua e junto com o resultado da disputa entre Souma e Kuga, quem sairá vencedor? Após terminar as atividades na Área Central, Rindo aparece e convida Souma e Megumi para experimentarem a comida de Tsukasa na Área Yamanote, conhecida pela comida refinada e seus preços caríssimos. A curiosidade fez com que os dois acompanhassem a integrante da Elite dos Dez, para descobrirem o potencial do atual 1ª Cadeira da academia! |          |                                           |                                                    |                        |
| 06 | 43       | "A rainha aprisionada"                    | "Toraware no Joō" (囚われの女王)                   | 08 de novembro de 2017 |
| Após mais da metade da Elite dos Dez agirem por conta própria, o pai de Erina, Nakiri Azami se torna o novo diretor da academia! A informação chocante corre através da academia Tootsuki, deixando para trás um clima de incertezas. Ao voltar para seu quarto, Souma se depara com o antigo diretor, Nakiri Senzaemon, que começa a revelar fatos do passado de Azami. |          |                                           |                                                    |                        |
| 07 | 44       | "A academia desmoronando"                 | "Hibuta wa Kirareta" (火蓋は切られた)              | 15 de novembro de 2017 |
| Com a ajuda de Hisako e Alice, Erina consegue fugir de casa e se esconde no Dormitório Kyokusei. Enquanto isso, Azami anuncia uma nova organização, a Central, formada apenas por alunos indicados por ele mesmo, ao mesmo tempo, Azami declara que todos os grupos, organizações e sociedades da Tootsuki serão dissolvidas. Entre os alvos está o dormitório Kyokusei! |          |                                           |                                                    |                        |
| 08 | 45       | "O alquimista"                            | "Arukimisuta" (錬金術師 (アルキミスタ))            | 22 de novembro de 2017 |
| Inicia a disputa entre Souma e Eizan no Shokugeki que vai definir o futuro do Dormitório Kyokusei. Também vai ser a chance para descobrir a habilidade culinária de Eizan. O ingrediente principal é o frango Satsuma, especialmente criado na região da província de Kagoshima, mas os juízes foram comprados por Eizan. Será essa uma disputa perdida desde o começo para Souma?                                                                                                 |          |                                           |                                                    |                        |
| 09 | 46       | "Caça aos remanescentes"                  | "Zantōgari" (残党狩り)                             | 29 de novembro de 2017 |
| Após a vitória apertada para salvar o Dormitório Kyokusei, a administração Azami continua sua revolução. Isshiki (7ª Cadeira), Megishima (3ª Cadeira) e Kuga (8ª Cadeira) são removidos do conselho da Elite dos Dez. Ao mesmo tempo, a administração dá início à "Caça aos remanescentes" para esmagar grupos culinários restantes que tentam reverter a decisão da administração para fechar essas organizações.                                                                 |          |                                           |                                                    |                        |
| 10 | 47       | "O salmão vai dançar"                     | "Sake wa Odoru" (鮭は踊る)                         | 06 de dezembro de 2017 |
| Alice é a líder da Sociedade da Culinária de Vanguarda e colocou suas fichas na mesa para tentar manter a existência dessa sociedade. Kurokiba e o representante da Central, Kusunoki Rentarou dão início ao Shokugeki. O tema é um prato usando salmão e culinária usando peixes é especialidade de Kurokiba. A surpresa acontece quando Rentarou mostra que vai usar equipamentos de última geração. Como Kurokiba vai lidar com a situação?                                     |          |                                           |                                                    |                        |
| 11 | 48       | "O cavaleiro branco da mesa"              | "Shokutaku no Shirokishi" (食卓の白騎士)           | 13 de dezembro de 2017 |
| Com a vitória da Sociedade da Cozinha de Vanguarda foi possível marcar um ponto contra os plano da Central de Nakiri Azami. Em outro momento, Tsukasa, o 1ª Cadeira da Elite dos Dez asssume uma aula como instrutor substituto, justamente quando Souma estava presente, que se prontificou a ser assistente, assim que Tsukasa pediu para alguém se voluntariar. |          |                                           |                                                    |                        |
| 12 | 49       | "Aqueles que almejam o topo"              | "Itadaki wo Mezasu Mono" (頂を目指す者)            | 20 de dezembro de 2017 |
| Apostando a 1ª Cadeira e a entrada forçada na Central, Souma e Tsukasa fazem uma disputa. O tema é um prato da culinária francesa usando carne de veado, mas Souma mostra um ingrediente inesperado! Quem vai julgar os pratos serão Erina, Megumi e Sadako, que estavam observando escondidas. O destino dos dois competidores está em jogo. |          |                                           |                                                    |                        |
| 13 | 50       | "Exame de avanço"                         | "Shinkyū Shiken" (進級試験)                        | 09 de abril de 2018    |
| Erina ainda está chocada com as novas descobertas sobre Yukihira e Saiba Juuichirou, a pessoa que ela admira muito, mas também ajudou a tomar sua decisão para qual será a sua posição diante dos acontecimentos na Tootsuki. Enquanto isso, um novo exame proposto por Azami tenta fechar o cerco contra todos que se opõem aos seus métodos na direção da academia. |          |                                           |                                                    |                        |
| 14 | 51       | "Avante, trem da Tootsuki!"               | "Tōtsuki-ressha wa Iku" (遠月列車は行)             | 16 de abril de 2018    |
| De acordo com o costume durante os exames de avanço da academia Tootsuki, os testes serão feitos em Hokkaidou, ao norte do Japão, conhecido por ter ingredientes especiais produzidos lá. Nakiri decide compartilhar seu conhecido em ingredientes específicos com Yukihira e seus amigos do dormitório Kyokusei e dá início a um seminário sobre Hokkaidou e suas especialidades                                                                                                  |          |                                           |                                                    |                        |
| 15 | 52       | "Joana d'Arc se levanta"                  | "Tachiagaru Onna Kishi" (立ち上がる女騎士)         | 23 de abril de 2018    |
| É iniciada a segunda fase do exame em Hokkaidou, mas Souma e seus amigos logo percebem que o examinador planejou tudo para conseguir eliminar aqueles que são considerados rebeldes. Todos devem preparar um prato usando macarrão, mas como fazer isso sem ingredientes? |          |                                           |                                                    |                        |
| 16 | 53       | "A revanche"                              | "Ribenji Matchi" (リベンジ・マッチ)                | 30 de abril de 2018    |
| Souma se depara com um oponente e um tema inesperado, desta vez ele precisa preparar um prato usando uma carne peculiar. A chave da vitória é encontrar a mistura de temperos e condimentos para balancear o sabor e o odor próprio dessa carne. |          |                                           |                                                    |                        |
| 17 | 54       | "Umami na corda bamba"                    | "Umami no Tsunawatari" (旨味の綱渡り)              | 07 de maio de 2018     |
| Na disputa do preparo de um prato usando carne de urso, o maior obstáculo para Souma é o odor forte dessa carne. Ele precisa encontrar um modo de tentar superar seu oponente se aproveitando dessa peculiaridade ou acredita que não terá chances. |          |                                           |                                                    |                        |
| 18 | 55       | "Pelo bem de alguém"                      | "Dare ga Tame ni" (誰が為に)                       | 14 de maio de 2018     |
| Souma precisa de todo o conhecimento e técnica para conseguir vencer o seu oponente poderoso. Apesar do grande obstáculo, ainda há muita certeza em Souma de que a vitória não é tão impossível quando se tem a vontade de enfrentar seus desafios. |          |                                           |                                                    |                        |
| 19 | 56       | "Declaração de guerra"                    | "Sensen Fukoku" (宣戦布告)                         | 21 de maio de 2018     |
| Souma e Erina ficam chocados ao saberem os resultados dos exames dos seus amigos que lutam contra a tirania de Azami, que fecha o cerco no seu empenho para eliminar todos os que ele considera rebeldes que vão contra seus ideais. A expulsão quase certa dos seus companheiros força Souma a tentar uma tática mais agressiva. |          |                                           |                                                    |                        |
| 20 | 57       | "Estudos profundos da Erina"              | "Erina no Kensan" (えりなの研鑽)                   | 28 de maio de 2018     |
| Uma nova modalidade de shokugeki é revelada e agora Souma e seus amigos precisam se preparar para enfrentar a Elite dos Dez em peso. Para o treinamento será necessário mais do que apenas técnica, também precisarão de mente aberta para não se prenderem a métodos rígidos. |          |                                           |                                                    |                        |
| 21 | 58       | "Aqueles que limpam as terras devastadas" | "Kōya o Hiraku Mono" (荒野を拓く者)                | 04 de junho de 2018    |
| Antes de enfrentar Azami, Jouichirou e Gin decidem contar sobre o passado dos dois e quais foram os acontecimentos para que todo conseguissem compreender os motivos de Azami para tentar criar uma verdadeira revolução. |          |                                           |                                                    |                        |
| 22 | 59       | "Ao local da batalha final"               | "Kessen no Chi e" (決戦の地へ)                     | 11 de junho de 2018    |
| Souma e seus amigos já estão prontos para dar início ao time de shokugeki, além de conseguirem mais aliados para enfrentar a Elite dos Dez. Um sorteio foi feito para decidir qual será o ingrediente tema para cada duelo, mas o ingrediente que foi sorteado pelo próprio Souma parece ter criado um abismo para a vitória tão necessária. |          |                                           |                                                    |                        |
| 23 | 60       | "Carregando o dormitório Kyokusei"        | "Kyokuseiryō o Seotte" (極星寮を背負って)          | 18 de junho de 2018    |
| Logo saberemos alguns detalhes da vida de uma das pessoas mais misteriosas do dormitório Kyokusei e ex-integrante da Elite dos Dez: Isshiki Satoshi. Enquanto isso, Souma segue no seu ritmo próprio para enfrentar Nene no time de Shokugeki. |          |                                           |                                                    |                        |
| 24 | 61       | "A razão para ser forte"                  | "Kyōshataru Yuen" (強者たる (所以) ゆえん)         | 25 de junho de 2018    |
| O primeiro assalto do time de Shokugeki já está em andamento e as chances de vitória de Souma parecem bem remotas diante de uma especialista no preparo de macarrão soba, tema do desafio. |          |                                           |                                                    |                        |

### Temporada 4 (Quarto Prato)
| Episódio (temporada) | Episódio | Título em Português              | Título em Japonês                                  | Exibição               |
| --- | -------- | -------------------------------- | -------------------------------------------------- | ---------------------- |
| 01 | 62       | "Algo a ser protegido"           | "Mamoritai Mono" (守りたいもの)                    | 12 de outubro de 2019  |
| O time de Shokugeki continua intenso! Será que a atual Elite dos Dez sairá campeã? Ou os rebeldes?!                                                                                               |          |                                  |                                                    |                        |
| 02 | 63       | "O flash da câmera"              | "Sutorobo Kagayaku" (ストロボ、輝く)               | 19 de outubro de 2019  |
| O time dos rebeldes finalmente enfrenta membros da Elite dos Dez. O entusiasmo e confiança está presente em todos, mas não podem subestimar seus oponentes.                                       |          |                                  |                                                    |                        |
| 03 | 64       | "Esperança na solidariedade"     | "Kibō no Rentai" (希望の連帯)                      | 26 de outubro de 2019  |
| O time de Shokugeki continua, e as coisas não estão fáceis para o lado dos rebeldes... |          |                                  |                                                    |                        |
| 04 | 65       | "Mire na vitória!"               | "Shōri o Nerae!" (勝利をねらえ！)                  | 02 de novembro de 2019 |
| Souma, Megumi e Takumi se preparam para enfrentar seus oponentes da Elite dos Dez e a mais insegura para alcançar a vitória é Megumi, que precisará superar uma especialista no preparo de doces. |          |                                  |                                                    |                        |
| 05 | 66       | "Acabou para você"               | "Owatta ze, Omae" (終わったぜ、お前)               | 09 de novembro de 2019 |
| Após a disputa entre Megumi e Momo chega a vez de Takumi enfrentar Eizan, que está totalmente confiante de sua vitória.                                                                           |          |                                  |                                                    |                        |
| 06 | 67       | "Uma lâmina"                     | "Ippon no Yaiba" (一本の刃)                        | 16 de novembro de 2019 |
| Após o confronto entre Takumi e Etsuya, Souma enfrenta Soumei. O ingrediente tema é manteiga e a dificuldade para tornar esse ingrediente no protagonista dos pratos é um grande desafio.         |          |                                  |                                                    |                        |
| 07 | 68       | "As duas rainhas"                | "Futari no Joō" (ふたりの女王)                     | 23 de novembro de 2019 |
| Chegou a hora do 4º Assalto no Shokugeki de times e Souma e seus amigos precisam decidir quem serão os integrantes para participar da competição.                                                 |          |                                  |                                                    |                        |
| 08 | 69       | "Seu rosto de perfil"            | "Kimi no Yokogao" (君の横顔)                       | 30 de novembro de 2019 |
| Rindou e Takumi se enfrentam usando a lula como ingrediente tema. Isshiki e Tsukasa formam a dupla de oponentes que mais deve chamar atenção.                                                     |          |                                  |                                                    |                        |
| 09 | 70       | "Cadeiras número 1 e 2"          | "Isseki to ni Seki" (一席と二席)                   | 07 de dezembro de 2019 |
| Após Tsukasa e Isshiki se enfrentarem, as regras do Shokugeki mudam, fazendo com que a próxima disputa seja a última, que decidirá quem ficará no lugar da Elite dos Dez                          |          |                                  |                                                    |                        |
| 10 | 71       | "Como preparar um prato matador" | "Hissatsu Ryōri no Tsukurikata" (必殺料理の作り方) | 14 de dezembro de 2019 |
| Nakiri e Souma precisam criar pratos que sejam a entrada e o prato principal, mas isso não fica definido até resolverem tirar na sorte...                                                         |          |                                  |                                                    |                        |
| 11 | 72       | "Canção de esperança"            | "Kibō no Uta" (希望の唄)                           | 21 de dezembro de 2019 |
| Após Souma apresentar seu prato, Azami tem a certeza de que aquilo arruinou o conjunto dos dois pratos a serem servidos. Isso se torna um grande desafio para Erina.                              |          |                                  |                                                    |                        |
| 12 | 73       | "A nova "Elite dos Dez""         | "Shinsei “Tōtsuki Jikketsu”" (新生『遠月十傑』)    | 28 de dezembro de 2019 |
| Após uma disputa muito difícil, Souma e Erina recebem o resultado pelo julgamento de seus pratos, isso vai mudar o destino da Academia Tootsuki.                                                  |          |                                  |                                                    |                        |

### Temporada 5 (Quinto Prato)
| Episódio (temporada) | Episódio | Título em Português               | Título em Japonês                                           | Exibição               |
| --- | -------- | --------------------------------- | ----------------------------------------------------------- | ---------------------- |
| 01 | 74       | "Avaliação de fim de semestre"    | "Gakkimatsu Shiken" (学期末試験)                            | 11 de abril de 2020    |
| As tão esperadas férias de verão estão chegando e essa é também época dos exames de fim do período. Souma e a nova Elite dos Dez precisará mostrar seu valor mais uma vez e tentar manter a posição desejada por todos os alunos da Academia Tootsuki. |          |                                   |                                                             |                        |
| 02 | 75       | "Preliminares azuis"              | "Ao no Zenshōsen" (青の前哨戦)                              | 18 de abril de 2020    |
| Com o convite oficial para a participação da Academia Tootsuki no concurso chamado BLUE, resta apenas decidir quem serão as três pessoas que irão preencher as vagas para o evento super concorrido entre os chefs do mundo inteiro.                   |          |                                   |                                                             |                        |
| 03 | 76       | "Noir - Chef da madrugada"        | "Mayonaka no Ryōrijin (Nowāru)" (真夜中の料理人 (ノワール)) | 17 de julho de 2020    |
| O professor Suzuki possui segredos que vai surpreender a todos na Tootsuki, além de ser parte da maior ameaça já vista no mundo gastronômico. |          |                                   |                                                             |                        |
| 04 | 77       | "A última ceia"                   | "Saigo no Bansan" (最後の晩餐)                              | 24 de julho de 2020    |
| Souma e seus amigos chegam ao local onde vai ocorrer o BLUE e ficam surpresos com a grandiosidade do lugar. Apesar de estarem entre os maiores talentos da culinária mundial, todos estão tranquilos para iniciar as disputas.                         |          |                                   |                                                             |                        |
| 05 | 78       | "Guerra de lojas de conveniência" | "Konbini Rantō" (コンビニ乱闘)                              | 31 de julho de 2020    |
| Um participante conhecido estava esperando na segunda fase do BLUE. Apesar da surpresa, a presença de Tsukasa servirá de inspiração para Souma enfrentar o próximo desafio...                                                                          |          |                                   |                                                             |                        |
| 06 | 79       | "Natal no meio do ano"            | "Manatsu no Kurisumasu" (真夏のクリスマス)                  | 7 de agosto de 2020    |
| Após chegarem a mais uma etapa, a própria Bookmaster do WGO anuncia algumas mudanças na avaliação dos chefs participantes. É hora dos Noirs mostrarem do que são capazes.                                                                              |          |                                   |                                                             |                        |
| 07 | 80       | "Lâminas que se cruzam"           | "Kurosu Naibuzu" (交差する刃 (クロスナイブズ))              | 14 de agosto de 2020   |
| Após uma atuação dramática durante o preparo, o duelo entre Souma e Sarge chega à fase final! E os juízes vão decidir qual dos bolos festivos é o vencedor...                                                                                          |          |                                   |                                                             |                        |
| 08 | 81       | "Meia-lua eclíptica"              | "Ushinawareta Tsuki no Hanbun" (失われた月の半分)           | 21 de agosto de 2020   |
| Takumi deve participar de um duelo entre times, pois um dos pontos a ser avaliado é o entrosamento entre os companheiros durante o preparo do prato. Mas onde está Isami?                                                                              |          |                                   |                                                             |                        |
| 09 | 82       | "A Língua de Deus em desespero"   | "Kami no Shita no Zetsubō" (神の舌の絶望)                   | 28 de agosto de 2020   |
| Nakiri sofre para conseguir avançar nas provas do evento, enfrentando uma regra muito dura para uma só pessoa, que é enfrentar todos os chefs derrotados em cada etapa do BLUE.                                                                        |          |                                   |                                                             |                        |
| 10 | 83       | "Supere o próprio pai"            | "Oyaji Goe" (親父越え)                                      | 04 de setembro de 2020 |
| A descoberta de quem é a Bookmaster do WGO oferece mais espaço para novas descobertas sobre a história da família de Erina. O BLUE avança sem muitas surpresas de quem são as pessoas que seguem vencendo.                                             |          |                                   |                                                             |                        |
| 11 | 84       | "O sabor do erro"                 | "Shippai no Aji" (失敗の味)                                 | 11 de setembro de 2020 |
| A competição BLUE chega aos estágios finais, com Souma e Asahi se enfrentando. O tema é algo nunca pensado antes. Além disso, a dificuldade vai além da compreensão de grande parte das pessoas...                                                     |          |                                   |                                                             |                        |
| 12 | 85       | "As pedras da melhor qualidade"   | "Gokujō no Ishitachi" (極上の石たち)                        | 19 de setembro de 2020 |
| Após os pratos de Souma e Asahi terem sido servidos, resta agora o julgamento que é feito pessoalmente pela Bookmaster. A vitória garante estar no estágio final da competição.                                                                        |          |                                   |                                                             |                        |
| 13 | 86       | "Shokugeki no Soma"               | "Shokugeki" (食戟)                                          | 25 de setembro de 2020 |
| Ao ver como Erina está alterada, Souma decide dar uma força à sua rival. A pressão que ela sente pode não apenas arruinar sua participação no BLUE, mas também o destino de sua própria família.                                                       |          |                                   |                                                             |                        |

## OVAs
| Episódio | Título em Português                        | Título em Japonês                                | Exibição           |
| --- | ------------------------------------------ | ------------------------------------------------ | ------------------ |
| S1 - 01 | "Competição do Takumi no centro da cidade" | "Takumi no Shitamachi Gassen" (タクミの下町合戦) | 2 de maio de 2016  |
| Takumi e Isami estão de folga, mas acabam encontrando companheiros de escola durante um passeio na cidade! Por alguma razão, os dois também acabam sendo desafiados em uma disputa culinária... |                                            |                                                  |                    |
| S1 - 02 | "Férias de verão da Erina"                 | "Natsuyasumi no Erina" (夏休みのエリナ)          | 4 de julho de 2016 |
| Erina se prepara para o evento das Eleições de Outono, mas a estação do ano ainda é o meio do verão. Sem assuntos mais importantes a cumprir, ela aceita o convite de Alice para saírem juntas... |                                            |                                                  |                    |
| S2 - 01 | "Um encontro sob a lua de outono"          | "Shūgetsu no Meguriai" (秋月のめぐり逢い)        | 2 de maio de 2017  |
| Tadokoro convida vários amigos para relaxarem em uma pousada com banhos termais, mas por alguns motivos todos acabam tendo que atuar como chefs e agradar alguns hóspedes... |                                            |                                                  |                    |
| S2 - 02 | "Elite dos Dez da Tootsuki"                | "Tōtsuki Jukketsu" (遠月十傑)                    | 4 de julho de 2017 |
| Após a Eleição de Outono, é anunciado um evento para o encontro entre a atual Elite dos Dez da Tootsuki e aqueles do 1º ano que se destacaram nas Eleições. A expectativa é grande para saber como são essas pessoas que estão no topo da Tootsuki, mas a primeira impressão talvez não seja das melhores... |                                            |                                                  |                    |
| S3 - 01 | "Erina no dormitório Kyokusei"             | "Kyokuseiryō no Erina" (極星寮のえりな)          | 2 de maio de 2018  |
| Após ser contra os métodos de seu pai, Erina acaba fugindo de casa e encontra refúgio no dormitório Kyokusei, onde ela precisa passar por muitas experiências novas. |                                            |                                                  |                    |

## Trilha Sonora

### Temas de abertura
Primeira Temporada
- ULTRATOWER – "Kibō no Uta" (希望の唄) (1 ~ 14, OVA 1)[17]
- Misokkasu – "Rising Rainbow" (ライジングレインボウ) (15 ~ 24, OVA 2)[18]

Segunda Temporada
- SCREEN mode – ROUGH DIAMONDS (1 ~ 13, OVA 3, OVA 4)[19]

Terceira Temporada
- ZAQ – BRAVER (1 ~ 12)[20]
- Luck Life – Symbol (13 ~ 24)[21]

Quarta Temporada
- STEREO DIVE FOUNDATION – Chronos (1 ~ 14)[22]

Quinta Temporada
- Nano.Ripe – "Last Chapter" (ラストチャプター) (1 ~ 12)[23]

### Temas de encerramento
Primeira Temporada
- Tokyo Karan Koron – "Spice" (スパイス) (1 ~ 14, OVA 1)[17]
- Seiko Ōmori – "Sacchan no Sexy Curry" (さっちゃんのセクシーカレー) (15 ~ 23, OVA 2)[18]
- ULTRATOWER – "Kibō no Uta" (希望の唄) (24)[18]

Segunda Temporada
- Nano.Ripe – Snow Drop (1 ~ 13, OVA 3, OVA 4)[19]

Terceira Temporada
- Nano.Ripe – "Kyokyojitsujitsu" (虚虚実実) (1 ~ 12)[20]
- Fo'xTails –"Atoria" (アトリア, Atria) (15 ~ 24)[21]

Quarta Temporada
- Nano.Ripe – Emblem (1 ~ 12)[22]

Quinta Temporada
- Mai Fuchigami – Crossing Road (1 ~ 12)
- Nano.Ripe – "Last Chapter" (ラストチャプター) (13)[23]